# Dragoș Firțulescu
Dragoș Firțulescu (sinh 15 tháng 5 năm 1989) là một cầu thủ bóng đá România thi đấu ở vị trí tiền vệ trái cho Beroe Stara Zagora.